# Серакаприола
Серакаприо̀ла (на италиански: Serracapriola) е малко градче и община в Южна Италия, провинция Фоджа, регион Пулия. Разположено е на 270 m надморска височина. Населението на общината е 4039 души (към 2010 г.).